# Monumental Pictures
Monumental Pictures — российская кинокомпания, занимающаяся производством полнометражных фильмов.
О планах об организации компании было объявлено в конце января 2006 года. Она была основана американскими компаниями Patton Media и Sony Pictures Entertainment совместно для производства фильмов на русском языке и проката в России и странах СНГ. Со стороны этих компаний постоянно выделялось по $15 млн с каждой на производство.
30 ноября 2009 года учредителем кинокомпании стала американская корпорация Monumental Holdings LLC.
Среди наиболее известных картин, снятых кинокомпанией — «Самый лучший фильм 2», «В ожидании чуда», «Путевой обходчик».
В 2016 году юридическое лицо «ООО „Монументал Пикчерз“» заняла компания Monumental Partners, роль которой сводится к финансовой и прочей поддержке производства как российских, так и иностранных фильмов, среди недавних — «Викинг» и «Безбашенный Ник».
18 октября 2017 года должность генерального директора занял Владимир Утин, параллельно работая в продюсерском центре «Леан-М».

## Фильмы
| Фильм                        | Дата выхода в прокат | Сборы в России и СНГ | Дата премьеры на ТВ | Телеканал | Рейтинг/ доля |
| ---------------------------- | -------------------- | -------------------- | ------------------- | --------- | ------------- |
| В ожидании чуда              | 5 апреля 2007        | 115 млн руб.         | 23 февраля 2008     | СТС       | 4.6/ 12.3     |
| Путевой обходчик             | 13 сентября 2007     | 12 млн руб.          | 19 апреля 2008      | РЕН ТВ    | нет данных    |
| Самый лучший фильм 2         | 22 января 2009       | 420 млн руб.         | 2 января 2011       | ТНТ       | 2.7/ 7.5      |
| Первая любовь                | 5 марта 2009         | 63 млн руб.          | —                   | —         | нет данных    |
| Близкий враг                 | 21 октября 2010      | 28 млн руб.          | 4 августа 2012      | ТВ Центр  | нет данных    |
| Самый лучший фильм 3-ДЭ      | 20 января 2011       | 294 млн руб.         | 6 октября 2011      | ТНТ       | 2.9/ 9.2      |
| Высоцкий. Спасибо, что живой | 1 декабря 2011       | 868 млн руб.         | 25 января 2013      | Первый    | 8.4/ 23.5     |
| Сталинград                   | 10 октября 2013      | 1670 млн руб.        | 9 мая 2014          | Россия-1  | 4.0/ 14.9     |
| Батальонъ                    | 20 февраля 2015      | 481 млн руб.         | —                   | —         | нет данных    |